# Hugo Kaulen

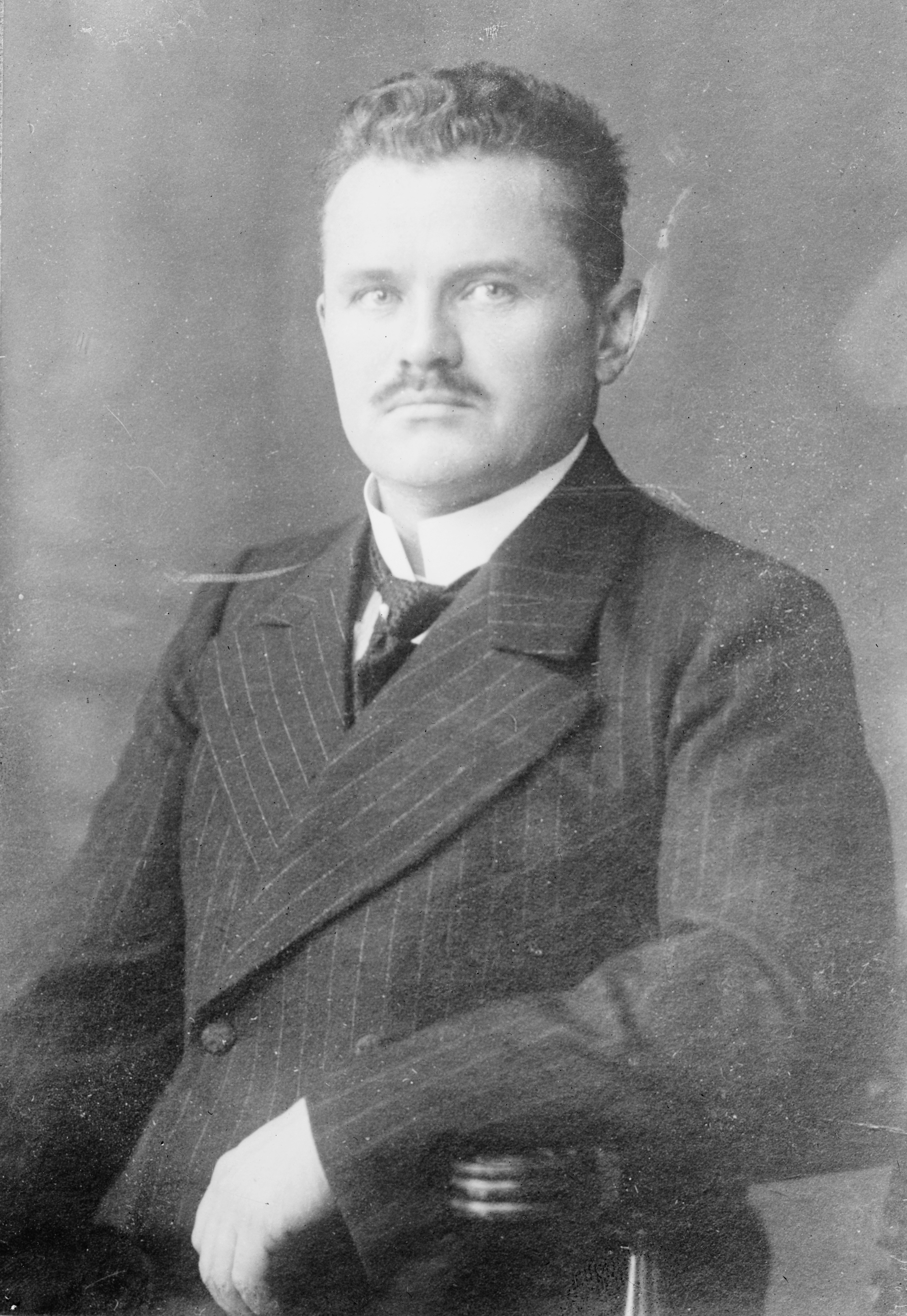
Hugo Kaulen

Hugo Kaulen (* 28. Oktober 1869 in Ronsdorf (heute Stadtteil von Wuppertal); † 9. Juli 1954 in Wuppertal) war wie sein Sohn Hugo Kaulen jr. (1900–1944) ein deutscher Ballonfahrer.

## Leben
Kaulen erreichte 1911 Weltrekorde (Strecke und Dauer) im Ballonfahren. Seine Rekord-Flugdauer hatte offiziell Bestand bis 1976. Gemeinsam mit Alfred Krefft und Bruno Schmitz fuhr er vom 13. bis 17. Dezember 1911 2828 Kilometer in 87 Stunden im Ballon Duisburg (1680 m³) von Bitterfeld nach Kirgischan/Myssi im Gouvernement Perm (Uralgebirge/Russland). Die Orientierung erfolgte notdürftig nach einem Schulatlas. Nach der Landung benötigten sie drei Tage im Hundeschlitten zur nächsten größeren Ansiedlung. Die Ballonfahrer wurden wegen Spionageverdacht verhaftet, nach Moskau gebracht und erst nach diplomatischen Verhandlungen wieder freigelassen.
Hugo Kaulen nahm dreimal am Gordon-Bennett-Cup teil.
Weitere Wettfahrten unternahm er unter anderem mit Alexander Dahl in den Vereinigten Staaten. Sein Name wird auch in Zusammenhang mit der Bonner Ballonwettfahrt 1912 erwähnt.
Hugo Kaulen war Mitglied des Niederrheinischen Vereins für Luftschifffahrt (NVfL) und erhielt 1953 die Ehrenmitgliedschaft des Deutschen Aero Clubs.